# Коноп (Болгарія)
Коно́п (болг. Коноп) — село в Тирговиштській області Болгарії. Входить до складу общини Антоново.

## Населення
За даними перепису населення 2011 року у селі проживали 132 особи, з них 130 осіб (98,5%) — турки.
Розподіл населення за віком у 2011 році:
Динаміка населення: